# Stara poczta w Tintagel
Stara poczta w Tintagel – zabytkowy budynek znajdujący w Tintagel, w Kornwalii w Wielkiej Brytanii. Położony jest w centralnej części miejscowości. Wybudowano go pod koniec XIV wieku, a na przestrzeni wieków pełnił różne funkcje, m.in. w XIX w. był siedzibą poczty.

## Historia budynku
Dom został zbudowany pod koniec XIV wieku jako budynek kryty słomą. Składał się z trzech pokojów wraz z przejściem między nimi. Pierwotnie był jednopiętrowy z pomieszczeniem dla zwierząt gospodarskich w północnej części. W centralnej części domu znajdowało się palenisko; dym unosił się do góry i wylatywał przez słomiany dach, co pozwalało zachować drewniane elementy budowy.
Główna przebudowa budynku miała miejsce w XVI i XVII wieku. Do pokrycia dachu zamiast słomy użyto łupków pozyskiwanych lokalnie. Drewno użyte jako budulec zostało zastąpione kamieniem, dodano także przewód kominowy i kominek. Zwierzęta gospodarskie zostały przeniesione do odrębnego budynku. Wyprowadzenie dymu przewodem spowodowało, że w obu końcach budynku można było umieścić sypialnie. Z czasem do budynku dodawano kolejne uzupełnienia, co spowodowało, że obecnie budynek jest mieszaniną różnych stylów architektonicznych.

## Poczta
W epoce wiktoriańskiej budynek używany był do różnych celów, głównie, choć nie tylko związanych z rolnictwem: mieściły się tu również sklep warzywny, warsztat krawiecki i szewski. W latach 1870–1878 budynek był używany jako biuro pocztowe dla wsi, w którym przyjmowano listy. Pod koniec XIX wieku budynek popadł w ruinę i groziło mu wyburzenie. Został uratowany dzięki lokalnej grupie, która zebrała pieniądze na remont organizując aukcje. W roku 1903 budynek został przejęty przez National Trust za 200 funtów.
Obecnie budynek jest udostępniony do zwiedzania. Jest zabytkiem najwyższego w Wielkiej Brytanii pierwszego stopnia (grade I).